# Evelyn Werner
Evelyn Werner (...) è una sciatrice tedesca paralimpica, che ha rappresentato la Germania nello sci alpino ai Giochi paralimpici invernali del 1980, vincitrice di una medaglia di bronzo.

## Carriera
Ai II Giochi paralimpici invernali, nel 1980, Werner si è classificata al 3º posto, vincendo il bronzo nello slalom speciale 3B con un tempo di 1:45.87; al 1º posto Sabine Barisch che ha concluso la gara in 1:38.23 e al 2º posto Brigitte Madlener in 1:40.68.
Sempre a Geilo 1980, Werner è arrivata quarta nello slalom gigante categoria 3B, tempo realizzato 3:22.55; sul podio Brigitte Madlener (oro in 2:52.86), Sabine Barisch (argento in 3:13.47) e Sabine Stiefbold (bronzo in 3:15.88).. 	

## Palmarès

### Paralimpiadi
- 1 medaglia:
  - 1 bronzo (slalom speciale 3B a Geilo 1980)